# Chytranthus longibracteatus
Chytranthus longibracteatus là một loài thực vật có hoa trong họ Bồ hòn. Loài này được F.G.Davies mô tả khoa học đầu tiên năm 1998.